# Шабіха
Шабіха (араб. الشبيحة, від кореня شبح «привид») — воєнізовані проурядові формування в Сирії. Стали відомими у медіа під час громадянської війни у Сирії. Як показало проведене в 2012 році розслідування ООН, загони «Шабіха» у ході війни скоюють злочини проти людяності, вдаючись до тортур та страт.

## Історія
Загони шабіха були організовані в 1980-і роки Наміром Асадом і Ріфатом Асадом, близькими родичами президента Хафеза Асада.
У серпні 2012 року міністр оборони США виступив із заявою, що в підготовці особового складу «шабіхи» беруть участь інструктори з Ірану.